# Hadh Kar Di Aapne
Hadh Kar Di Aapne (Hindi) ist eine indische Filmkomödie von Manoj Agrawal. Der Film ist eine Produktion von R.R. Productions und feierte seine Premiere am 14. April 2000.

## Handlung
Anjali Khanna (Ritu) und Sanjay Khanna sind verheiratet. Sie wollen sich scheiden lassen. Der Richter befiehlt ihnen, innerhalb eines Monats zu beweisen, dass der eine den anderen betrügt, nur dann können sie sich scheiden lassen. Anjali schickt ihre gleichnamige Freundin Anjali Khanna (Rani Mukerji) nach Europa, damit ihr Gatte denkt seine Frau sei in einem anderen Land und würde sich ihren Affären hingeben. Sanjay erfährt von dem Trip, wie geplant, und schickt den Detektiv Raju hinterher nach Europa. Raju soll Fotos von Anjali machen, um zu beweisen, dass sie ihren Mann betrügt. Er verliert das Bild von Anjali, das ihm ihr Ehemann gegeben hatte und verfolgt die falsche Frau. Erst in Delhi bemerkt er sein Fehler. Währenddessen verlieben sich Raju und Anjali. Die Missverständnisse die entstanden sind räumen sie beiseite und heiraten.

## Lieder
- Beqaraar Main Beqaraar
- Phir Tote Se Boli Maina
- Hadh Kar Di Aapne
- Mujhe Kuchh Tumse Kehna
- Turi Ruri Rappa
- Oye Raju[2]